# Ајман Келзи
Ајман Келзи (арап. أيمن كلزي, романизовано Ayman Kelzi; Алепо, 7. јануар 1993) сиријски је пливач чија специјалност су трке делфин стилом на 100 и 200 метара.

## Спортска каријера
На међународној сцени је дебитовао на светском првенству у руском Казању 2015. где је наступио у квалификацијама трка на 100 (53) и 200 делфин (35. место).
Наступао је и на светским првенствима у Будимпешти 2017. (60. место на 100 делфин и 32. на 200 делфин) и Квангџуу 2019. (50. место на 100 делфин и 31. место на 200 делфин).